# Фентерсдорп
Фентерсдорп (африк. Ventersdorp) — город, административный центр местного муниципалитета Фентерсдорп в районе Кеннет-Каунда Северо-Западной провинции (ЮАР). Город вырос в 1866 году вокруг церкви, построенной на земле, принадлежавшей Йоханнесу Фентеру, и был назван в его честь.

## Известные уроженцы
- Джон Бивер Маркс (21 марта 1903, Фентерсдорп, Южно-Африканский Союз — 1 августа 1972, Москва, СССР) — деятель коммунистического и национально-освободительного движения Южно-Африканской Республики. 14 марта 2015 года прах Джона Маркса был перенесён из Москвы в родной город.
- Эжен Тербланш, основавший расистское Движение сопротивления африканеров.